# Nguyễn Văn Vinh
Nguyễn Văn Vinh biệt danh Vinh tàu (sinh năm 1942) là một cầu thủ và huấn luyện viên bóng đá Việt Nam. Ông từng đá cho đội Câu lạc bộ bóng đá Thể Công ở thập niên 60, 70 ông là huấn luyện viên của nhiều câu lạc bộ bóng đá Việt Nam, và hiện nay là chuyên gia bóng đá Việt Nam.